# Bu Yuanshi
Yuanshi Bu (* 1976 in Tongyu) ist eine chinesische Rechtswissenschaftlerin.

## Leben
Nach dem Bachelorstudium der Germanistik und Informatik an der Tongji-Universität (1993–1997), dem Magisterstudium am Deutsch-Chinesischen Institut für Wirtschaftsrecht an der Universität Nanjing (1997–2001), dem Magisterstudium an der Universität Göttingen (1999–2000), der Promotion bei Roland von Büren am Institut für Wirtschaftsrecht der Universität Bern 2002 und dem LL.M.-Studium an der Harvard Law School (2003–2004) wurde sie 2006 Universitätsprofessorin für internationales Wirtschaftsrecht mit Schwerpunkt Ostasien an der Albert-Ludwigs-Universität.
Ihre Forschungsschwerpunkte sind deutsches und chinesisches Zivil- und Wirtschaftsrecht, internationales und chinesisches Investitionsrecht, Rezeption des deutschen Rechts in Ostasien, Schutz des geistigen Eigentums und Technologietransfer in Ostasien und Schiedsgerichtsbarkeit der Volksrepublik China.

## Schriften (Auswahl)
- Die Schranken des Urheberrechts im Internet. Eine rechtsvergleichende Untersuchung des schweizerischen und chinesischen Urheberrechts. Bern 2004, ISBN 3-7272-0421-4.
- Patentrecht und Technologietransfer in China. Mit wichtigen Normen in deutscher Übersetzung. München 2010, ISBN 978-3-7190-3003-2.
- Einführung in das Recht Chinas. München 2017, ISBN 3-406-69538-8.
- Chinese Civil Code – The General Part. München 2019, ISBN 3-406-71478-1.
- System des Zivilrechts und Struktur der Kodifikation: Einleitende Zusammenfassung der Beiträge. München, 2022, ISBN 978-3-16-161741-6.
- Chinese Civil Code - The Specific Parts. München, 2023, ISBN 978-3-406-79000-3.
- Juristische Methodenlehre in China und Ostasien. München, 2024, ISBN 978-3-16-154260-2.